# 준완전수
준완전수는 그 수의 1을 제외한 진약수의 총합이 자기 자신이 되는 수이다. 준완전수는 진약수의 합이 자기 자신보다 1 크기 때문에 과잉수이며 반완전수이다. 준완전수는 아직 존재가 확인되지 않았다.

## 같이 보기
• 완전수